# آدم لونغ (لاعب كرة قدم)
آدم لونغ (بالإنجليزية: Adam Long) هو لاعب كرة قدم بريطاني في مركز الدفاع، ولد في 11 نوفمبر 2000 في دوغلاس في المملكة المتحدة. لعب مع ويغان أتلتيك.

## وصلات خارجية
- آدم لونغ (لاعب كرة قدم) على موقع قاعدة بيانات كرة القدم.إي يو (الإنجليزية)
- آدم لونغ (لاعب كرة قدم) على موقع Soccerbase.com (لاعب) (الإنجليزية)
- آدم لونغ (لاعب كرة قدم) على موقع Soccerway.com (الإنجليزية)